# Lloyds Banking Group
Lloyds Banking Group plc is een groot financieel bedrijf met het hoofdkantoor in Londen. De verschillende onderdelen van de bank bieden een breed pakket van financiële producten en diensten aan.

## Activiteiten
De activiteiten van de Lloyds Banking Group zijn onderverdeeld in drie afdelingen: Retail, Commercial Banking en Insurance, Pensions and Investments. De bekendste merknamen zijn Lloyds Bank, Bank of Scotland, Halifax en Scottish Widows. Lloyds Bank GmbH is het Duitse bedrijfsonderdeel.
In 2024 was het balanstotaal £ 906 miljard, min of meer gelijk verdeeld over particuliere en zakelijke klanten. De netto rente-inkomsten, dat zijn de rentebaten minus de rentekosten, maken ongeveer 70% uit van de totale inkomsten en de resterende 30% zijn met name provisie-inkomsten.
De aandelen van de Group zijn beursgenoteerd en worden verhandeld op de London Stock Exchange en New York Stock Exchange. Het maakt onderdeel uit van de FTSE 100 aandelenindex.

## Geschiedenis
Lloyds TSB ontstond in 1995 bij de fusie van de Lloyds Bank en de Trustee Savings Bank (TSB). De combinatie was de grootste Britse bank voor particulieren met een balanstotaal van £ 150 miljard en was de vierde bank op de London Stock Exchange gemeten naar het totaal aan activa. In 2000 werden de verzekeringsactiviteiten sterk uitgebreid met de overname van Scottish Widows.
Tijdens de kredietcrisis kwam HBOS (Halifax Bank of Scotland) in financiële problemen en een overname door Lloyds TSB was onvermijdelijk. Het was een grote overname en het balanstotaal verdubbelde ruimschoots van £ 426 miljard in 2008 naar £ 1027 miljard in 2008. Het aantal medewerkers liet een vergelijkbare ontwikkeling zien en steeg van 66.500 in 2008 naar 132.000 in 2009. Na de overname werd de naam veranderd in Lloyds Banking Group. Lloyds Banking Group kwam ook in de problemen en Britse overheid was gedwongen een belang van ongeveer 40% in de bank te nemen. In september 2013 werd 6% van dit belang met enige winst verkocht. Meerdere verkopen volgden en in maart 2017 was dit belang gedaald naar 2%. In mei 2017 verkocht de overheid de laatste aandelen. De overheid heeft de totale investering van 20,3 miljard pond in de bank met een kleine winst afgesloten. 
Een voorwaarde om in aanmerking te komen van staatssteun ter waarde van 17 miljard pond in 2008 was de verkoop van TSB. Om aan deze voorwaarde van de Europese Commissie (EC) te voldoen werd in juni 2014 de helft van de aandelen in TSB naar de aandelenbeurs gebracht. Een jaar later gaf de EC toestemming om de rest van TSB te verkopen aan Banco Sabadell gevestigd in Spanje.
In 2011 werd de Portugees Antonio Horta-Osório als bestuursvoorzitter benoemd. Hij greep snel en fors in, de kosten daalden, Lloyds trok meer spaargeld aan waardoor de bank minder afhankelijk werd van ander banken voor de financiering van de activiteiten en risicovolle leningen, waaronder aan de onroerend goed sector, werden afgestoten. Lloyds was actief in 30 landen, maar de meeste vestigingen hiervan zijn gesloten en de bank is nog maar actief in zes landen. Zo'n 95% van de activiteiten vinden plaats in de thuismarkt. De maatregelen waren succesvol, de winst steeg en in 2015 kon Lloyds voor het eerst sinds zes jaar weer dividend uitkeren aan de aandeelhouders.
In december 2016 kondigde Lloyds Banking Group de eerste grote acquisitie aan sinds het uitbreken van de kredietcrisis in 2008. Het gaat voor 1,9 miljard pond de creditcardmaatschappij MBNA overnemen van Bank of America. MBNA heeft zo’n zeven miljoen klanten en Lloyds verhoogd hiermee het marktaandeel in dit segment van 16% naar 25%. Alleen Barclays heeft nog een groter marktaandeel.
Britse banken hebben lange tijd op grote schaal verzekeringen, de zogenaamde Payment Protection Insurance (PPI), verkocht bij leningen. Deze verzekering garandeerde de aflossing van de schuld wanneer de lener in financiële problemen geraakte door bijvoorbeeld werkloosheid of arbeidsongeschiktheid. De premies waren echter exorbitant. Na diverse boetes en rechtszaken werd een landelijke compensatieregeling ingesteld, iedereen kon een claim indienen tot 29 augustus 2019. De compensatieregeling heeft vanaf het begin in 2011 het hele Britse bankwezen zo'n £ 54 miljard gekost. Lloyds Banking Group was een bijzonder grote aanbieder van PPI's en het aandeel van Lloyds Banking Group werd geraamd op £ 22 miljard.
In 2024 heeft Lloyds Banking Group voor £ 1,2 miljard aan voorzieningen getroffen voor schadevergoedingen aan gedupeerde autokopers. Lloyds, via het bedrijfsonderdeel Black Horse en andere aanbieders van autoleningen, liggen onder vuur omdat ze niet duidelijk genoeg zijn over de commissie die aan autodealers wordt betaald, waardoor miljoenen automobilisten mogelijk in aanmerking komen voor compensatie. De autodealers boden hun klanten financiering aan tegen een rente dat ze zelf konden bepalen, maar wat onbekend was dat deze commissie afhankelijk was van de hoogte van de rente over deze leningen waarbij hoe hoger de rente, des te meer commissie. In 2021 verbood de toezichthouder, Financial Conduct Authority (FCA), deze methode en dit opende de weg voor diverse rechtszaken.
Barclays · HSBC · Lloyds Banking Group · Royal Bank of Scotland
Aberdeen Asset Management · Admiral Group · Aggreko · AMEC · Anglo American · Antofagasta · ARM Holdings · Associated British Foods · AstraZeneca · Aviva · Babcock International · BAE Systems · Barclays · BG Group · BHP Billiton · BP · British American Tobacco · British Land Company · Sky · BT Group · Bunzl · Burberry · Capita Group · Carnival · Centrica · Compass Group · CRH · Croda International · Diageo · easyJet · Eurasian Natural Resources Corporation · Experian · Fresnillo · G4S · GKN · GlaxoSmithKline · Glencore · Hammerson · Hargreaves Lansdown · HSBC · IMI · Imperial Brands · International Airlines Group · InterContinental Hotels Group · Intertek Group · ITV · Johnson Matthey · Kingfisher · Land Securities Group · Legal & General · Lloyds Banking Group · London Stock Exchange Group · Marks & Spencer · Meggitt · Melrose · Wm Morrison Supermarkets · National Grid · Next · Old Mutual · Pearson · Persimmon · Petrofac · Prudential · Randgold Resources · Reckitt Benckiser · RELX · Resolution · Rexam · Rio Tinto Group · Rolls-Royce Group · Royal Bank of Scotland Group · RSA Insurance Group · SABMiller · Sage Group · J Sainsbury · Schroders · Scottish and Southern Energy · Serco Group · Severn Trent · Shell · Shire · Smith & Nephew · Smiths Group · Standard Chartered · Standard Life · Tate & Lyle · Tesco · Travis Perkins · TUI Travel · Tullow Oil · Unilever · United Utilities · Vedanta Resources · Vodafone · Weir Group · Whitbread · William Hill · Wolseley · Wood Group · WPP Group